# De Tranquillitate Animi
De Tranquillitate Animi ("Sobre a Tranquilidade da Alma") é uma obra em latim do filósofo estoico Sêneca (4 a.C.-65 d.C.). O diálogo diz respeito ao estado de espírito do amigo Aneu Sereno, e como curar Sereno da ansiedade, preocupação e desgosto com a vida. Sereno é destinatário também das obras Sobre a Constância do Sábio e ainda de Sobre o Ócio.

## Tema e Estrutura
O diálogo Sobre a Tranquilidade da Alma foi claramente escrito como um meio de orientação para todos aqueles que aspirassem a dedicar-se ao aperfeiçoamento moral.  Foi um grande amigo de Sêneca, pertencente à ordem equestre, formada pelos cidadãos mais abastados. Sereno também tinha cargo na administração pública, tendo obtido, por influência de Sêneca, a função de praefectus, responsável por combate a incêndios, atividade importante na cidade de Roma.
No texto é dito que o amigo é seguidor de Epicuro, talvez por isso, Sêneca apresenta o estoicismo em termos muito claros e concentra em conselhos construtivos e práticos. Sêneca apresenta a resposta da doutrina estoica para nos ajudar a superar os tormentos causados pelos temores e desejos humanos e alcançar a tranquilidade, o estado ideal de serenidade vivenciado de forma plena e permanente pelo sábio estoico.
Começa com uma carta de Sereno pedindo conselhos e dizendo que sente ter um bom domínio sobre alguns de seus vícios, mas não sobre outros, e,  como resultado disso, sua alma não tem tranquilidade. Diz “Eu não estou doente nem saudável” e percebe que seu julgamento sobre seus próprios assuntos é distorcido por preconceitos pessoais.Apresentados os sintomas, fazendo uso da imagem do paciente frente ao médico, Sereno pede o diagnóstico e o remédio: “Rogo, então, se tem algum remédio que possa deter esta minha vacilação e me faça digno de lhe dever a paz de espírito”.
A resposta de Sêneca toma os demais capítulos e começa com a descrição completa das características da doença. Informa a Sereno que ele busca a coisa mais importante da vida, um estado que chama de tranquilidade (tranquillitas) e que os gregos chamavam de euthymía(II,3).
A partir do capítulo III Sêneca apresenta uma série de conselhos específicos para Sereno sobre como alcançar a tranquilidade da alma. O primeiro vem de Atenodoro: “O melhor é ocupar-se dos negócios, da gestão dos assuntos do Estado e dos deveres de um cidadão“. Isso porque estar a serviço dos outros e do próprio país é, ao mesmo tempo, exercitar-se em uma atividade e fazer o bem. Mas também se pode fazer o bem e manter-se ocupado engajando-se na filosofia. Esse tipo de ocupação proporcionará satisfação e, portanto, tranquilidade de espírito e tornará nossas vidas diferentes daquelas de pessoas que não terão nada para mostrar ao final das suas: “Muitas vezes um homem de idade avançada não tem outro argumento com que comprove ter vivido longo tempo exceto seus anos.”

## Trechos[1]
“Estou bem ciente de que essas oscilações da alma não são perigosas e nem me ameaçam de nenhuma desordem séria. Para expressar aquilo de que me queixo por um simulacro exato, não estou sofrendo de uma tempestade, mas de enjoo do mar. Tire de mim, pois, esse mal, seja ele qual for, e ajude aquele que está em aflição mesmo ao avistar a terra“. (I, 17)
“Patrimônio, essa fonte mais fértil das dores humanas: se compararmos todos os outros males de que sofremos – mortes, enfermidades, medos, arrependimentos, dores e fadigas – com as misérias que o nosso dinheiro nos inflige, este último pesará muito mais do que todos os outros. Reflita, pois, quanto menos dor é nunca ter tido dinheiro do que tê-lo perdido". (VIII, 1-2)
“Nunca poderemos afastar a tão profunda e vasta diversidade da iniquidade com que somos ameaçados a ponto de não sentir o peso de muitas tempestades, se oferecermos largas velas ao vento do mar” (IX,3).
"Você verá as obras de todos os oradores e historiadores empilhadas sobre estantes que chegam até o teto. Nos dias de hoje, uma biblioteca tornou-se tão necessária como um apêndice de uma casa como um banho quente e frio.” (IX,7)

## Leitura Adicional

#### Traduções
- Alexandre Pires Vieira. Sobre a Tranquilidade da Alma. 2020, Montecristo Editora. ISBN 9781619651784
- José Eduardo S. Lohner. Sobre a Tranquilidade da Alma. 2014, Penguin . ISBN 9788582850060